# 港子墘 (臺南市)
港子墘，原寫為港仔墘，是臺灣臺南市新市區的一個傳統地域名稱，位於該區中部略偏東南。相較於今日行政區，其範圍大致包括港墘里不含南部邊界地帶中段及東部凸出部分的東北部及西北部邊界地帶、永就里北部邊界地帶兩段、潭頂里西北端、大社里西部凸出部分及其東側臨近地帶。
本地區境內主要聚落為下港仔墘（南港墘）、頂港仔墘（北港墘）、九間、下崙仔頂（崙仔頂）、社仔頂（店頂），設有新市國中及新市工業區。

## 歷史
台灣日治初期，港子墘地區為一街庄，稱為「港仔墘庄」（舊制街庄），隸屬於外新化南里。該庄昔日西北與三舍庄為鄰，北與大營庄為鄰，東與大社庄、潭頂庄為鄰，南邊及西南邊為番仔藔庄，西邊為新店庄、新市街。
1901年（日治明治三十四年）11月11日，全台廢縣廳改設二十廳，該庄隸屬於臺南廳。1904年（明治三十七年）3月31日，該庄編入「新市區」，隸屬於臺南廳。1909年（明治四十二年）10月25日，全台合併二十廳為十二廳，新市區仍隸屬於臺南廳。1920年（大正九年）10月1日，全台地方制度大改正，廢十二廳改設五州二廳，該庄改制並雅化為「港子墘」大字，隸屬於臺南州新化郡新市庄（新制街庄）。
戰後新市庄改制為新市鄉，隸屬於臺南縣，大字亦改制為村。1950年（民國39年）10月25日，雲、嘉、南分治，新市鄉仍隸屬於臺南縣。2010年（民國99年）12月25日，臺南縣、市合併為直轄臺南市，新市鄉改制為新市區，村亦改制為里。

## 聚落
本地區發展較早的聚落為下港仔墘（南港墘）、頂港仔墘（北港墘）、九間、下崙仔頂（崙仔頂）、頂崙仔頂（已消失）、社仔頂（店頂），在日治初期的官方地圖上已有記載。

## 交通
台鐵縱貫線是台灣西部南北向鐵路幹線，經過本地區西部邊界地帶，並在西南部邊界外不遠處設有新市車站。該站屬三等站，停靠部分區間快車及全部區間車；由此可前往台鐵沿線各站。
省道台1線又稱「縱貫公路」，是臺北至楓港的傳統平面幹道，經過本地區頂港仔墘、下港仔墘等聚落的東郊。由該道路北行可前往善化區、官田區、六甲區、柳營區等地，南行可前往永康區、東區/南區、仁德區、高雄市湖內區等地。
區道南136線是九間至六社的道路，其西側端點（起點）位於本地區北部近邊界地帶的省道台1線路口。
區道南138線是新市至潭頂的道路，其西側端點（起點）位於本地區西南部的省道台1線路口，由此向東微北會經過本地區的下崙仔頂聚落。
區道南139線是大營至新市的道路，經過本地區西北部的九間、頂港仔墘兩聚落。
區道南144線是永就至新化的道路，其北側端點（起點）位於本地區西南端的省道台1線路口。

## 學校
- 新市國中

## 產業
- 新市工業區